# 1269

## Догађаји
- 16. јун – Битка код Коле Вал д'Елсе: Гвелфске снаге (2.200 људи) предвођене краљем Карлом I Анжујским побеђују Гибелине код Тоскане. Након битке, Гвелфи протерују своје противнике код Коле ди Вал д'Елсе, уништавају им куће и конфискују им имовину.
- 19. јун – Француски краљ Луј IX наређује да се сви Јевреји који се нађу у јавности без жуте значке за идентификацију кажне са десет ливри сребра. Такође конфискује робу од јеврејског становништва како би финансирао Осми крсташки рат.
- Септембар – Арагонски контингент под краљем Јаковом I плови из Барселоне ка Светој земљи, али га захвата олуја и тешко је оштећен. Једна ескадрила стиже до Акре, али се касније враћа у Арагон.
- Краљ Отокар II од Бохемије наслеђује Коришку и део Крајнске, што га чини најмоћнијим немачким принцом у Светом римском царству; царство које није имало цара током текућег „Великог међувлашћа“.
- Принц Едвард I Плантагенет од Енглеске добија право да наплаћује двадесетину вредности црквеног богатства за финансирање Деветог крсташког рата. Та сума се испоставља недовољном и Едвард мора да позајми новац да би достигао свој циљ.
- 8. септембар – Берберске снаге Маринидског султаната под командом Абу Јусуфа Јакуба ибн Абд ел-Хака завршавају освајање Марока и заузимају Маракеш након дуге опсаде, ефикасно окончавајући Алмохадски калифат. Последњег алмохадског владара, Идриса ел-Ватика (или Абу Дабуса), убија роб. Мариниди постају нови господари западног Магреба, а Абу Јусуф Јакуб преузима титулу „Принца муслимана“.

## Смрти
- Бела, војвода Славоније

- Стефан Владислав